# Głupki z kosmosu
Głupki z kosmosu (ang. Stupid Invaders) – komputerowa gra przygodowa stworzona na podstawie francuskiego serialu animowanego Les Zinzins de l’espace, wyprodukowana przez studio Xilam i wydana w 2001 roku przez Ubisoft.